# Xã Lower Southampton, Quận Bucks, Pennsylvania
Xã Lower Southampton (tiếng Anh: Lower Southampton Township) là một xã thuộc quận Bucks, tiểu bang Pennsylvania, Hoa Kỳ. Năm 2010, dân số của xã này là 18.909 người.